# 波洛娜·赫爾科格
波洛娜·赫爾科格（Polona Hercog，1991年1月20日—）是斯洛維尼亞职业网球女运动员，2006年轉職業。她的WTA生涯最高單打排名為35（2011年9月12日）。
赫爾科格曾在青年女時期，奪得二次大滿貫青少女組雙打冠軍（1次法網、1次溫網）。

## 早年與個人生活
赫爾科格在羅馬尼亞出生，4歲開始接觸網球，14歲搬家至義大利，接受專業的網球訓練。她能流利的說斯洛維尼亞語、英語、義大利語，她的偶像為賈斯汀·海寧，他目前居住於她的家鄉布达佩斯與马里博尔，她是滑雪、足球、籃球、衝浪等運動的愛好者。

## 外部連結
- 官方网站
- 波洛娜·赫爾科格的国际女子网球协会官方資料（英文）
- 波洛娜·赫爾科格的國際網球總會 職業／青少年 官方資料（英文）
- Fed Cup - Player profile - Polona HERCOG (SLO) （页面存档备份，存于）